# Groote Gat (Dollard)
Het Groote Gat is de betonde hoofdvaargeul van de Dollard gelegen in de Eemsmonding. Deze vaargeul zorgt samen met het Kerkeriet voor de aanvoer van zeewater vanuit het estuarium van de Eems bij vloed. Het Groote Gat is door het Schanskerdiep en de Buiten A verbonden met de sluizen van Nieuwe Statenzijl en daarmee met de Westerwoldse Aa. Aan noordwestzijde is het Groote Gat via de Bocht van Watum en het Oostfriesche Gat (van elkaar gescheiden door het wad Paap) verbonden met het estuarium van de Eemsmonding.
Ten westen van het Groote Gat liggen van noord naar zuid de Heringsplaat en de Hooge Plaat. Ten zuidoosten ligt aan oostzijde van het Schanskerdiep de Oost Friesche Plaat en ten oosten liggen van noord naar zuid de Geise (aan westzijde uitlopend in de Geisesteert), het Hoogzand en de Maanplaat. Tussen Hoogzand en Maanplaat ligt het geultje de Piksak.

## Betwist
Het gebied wordt betwist tussen Nederland en Duitsland en de Rijksgrens van Nederland is hier dan ook nog niet definitief vastgesteld.

## Natura 2000
Het Groote Gat valt binnen het Natura 2000-gebied Waddenzee.

## Vaargeul
De vaargeul is geschikt voor schepen van CEMT-klasse II. De diepte gaat van −6,2 tot −2,8 meter t.o.v. NAP. Vanaf het Kerkeriet is de diepte −2,8 tot −1,7 meter t.o.v. NAP. Als betonning liggen er alleen groene sparboeien. 
In het noorden (Groote Gat Noord) bevindt zich een meetstation waar de saliniteit van het water wordt gemeten.